# Jo Kruger
Johannes (Jo) Kruger (Velsen, 3 september 1914 - Voorburg, 26 juni 1983) was een Nederlandse architect.

## Leven en werk
Kruger was een zoon van scheepsagent Johannes Kruger en Jansje van Petten. Zijn stiefvader Klaas Sanders was bouwkundig opzichter. Kruger studeerde aan de Technische Hogeschool in Delft. In 1938 kwam hij in dienst bij de Rijksgebouwendienst. Later werd hij als particulier architect vooral bekend vanwege zijn restauratiewerkzaamheden. Hij kocht in 1970 Huize Swaensteyn in Voorburg, restaureerde het, en gebruikte het later als kantoor voor Architectenbureau Kruger B.V.. Hij was verantwoordelijk voor de restauratie en herinrichting van onder andere Huis ten Bosch en Paleis Noordeinde. In 1981 onthulde hij dat koningin Beatrix nieuwe stoere, stijlvolle meubelen prefereerde boven "fragiel antiek spul. Dit vooral in verband met de kinderen en honden."
Ingenieur Kruger werkte mee aan de heruitgave van Bouwkunst: beknopte ontwikkelingsgeschiedenis van 3000 j. v. Chr. tot heden, een boek van architect Gerhardus Knuttel. Hij werd benoemd tot Officier in de Orde van Oranje-Nassau. De architect overleed in 1983, op 68-jarige leeftijd, en werd begraven op de Oosterbegraafplaats (Voorburg).

## Werkzaamheden

### Nieuwbouw (selectie)
- 1967 Postkantoor Den Helder

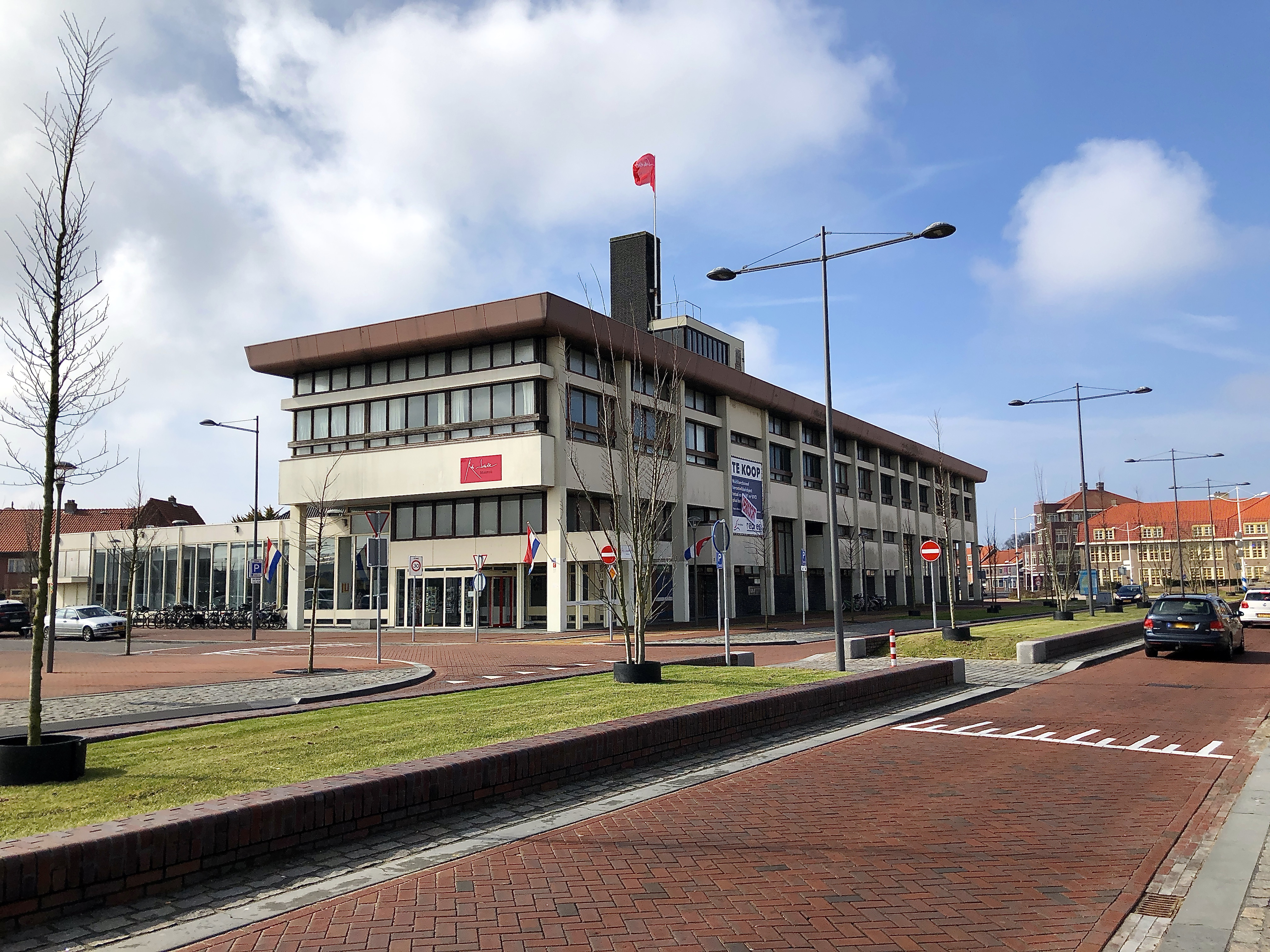
Postkantoor in Den Helder

- 1977 gerechtsgebouw aan de Luttenbergstraat van de Rechtbank Zwolle, ontwerp uit 1964, oplevering 1977
- Kantongerecht Eindhoven aan het Stadhuisplein

### Restauratie (selectie)
- ca 1974 Voorgevel van De Harmonie in Groningen
- 1975 Stadhuis van Delft
- 1977-1984 Paleis Noordeinde
- 1978-1981 Huis ten Bosch